# 史托伯法
史托伯方法是一種合成單分散二氧化矽粒子的物理化學方法。
1956年G.Koble等人在乙醇溶液中，用四乙氧基矽烷縮合生成了單分散二氧化矽微球，之後的Werner Stöber等人對此反應進行了更有系統的研究，於是在1968年以乙醇為溶劑製備出了小粒徑的二氧化矽微球。 製備二氧化矽微球的方法有很多，如微乳液法、化學氣相沉澱法、史托伯法。而史托伯法也已被廣泛的應用，方法則是將四乙氧基矽烷加到水、乙醇、氨體系中以生成二氧化矽粒子。

## 碳球
使用间苯二酚 - 甲醛树脂代替二氧化硅前体已经使用类似橡胶的方法制备单分散碳球。改进的方法允许生产具有平滑表面和直径范围为200至1000nm的碳球。